# エネルギー工学

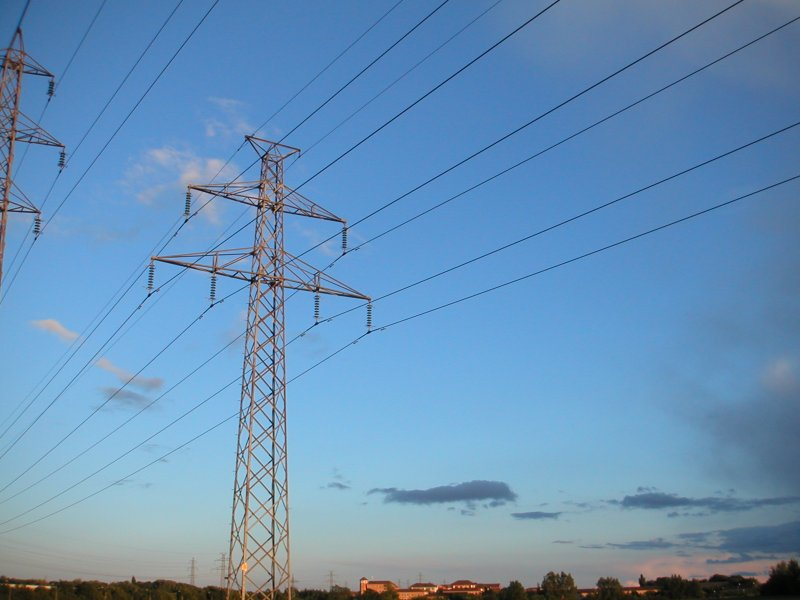
送電線

エネルギー工学（エネルギーこうがく、英: Energy engineering）は、エネルギーについて取り扱う工学の一分野。

## 概要
主として、エネルギー源と需要家との間の空間的ずれを解決するエネルギー輸送技術、時間的ずれを解決するエネルギー貯蔵技術、形態的ずれを解決するエネルギー変換技術について、体系的に研究する学問である。
近年では、エネルギー効率改善等による省エネルギー、地球温暖化対策や環境への負荷軽減による持続可能性についての研究も積極的に行われている。

## エネルギー工学を扱う日本の教育組織例
- 北見工業大学工学部 地球環境工学科 エネルギー総合工学コース
- 秋田大学大学院国際資源学研究科 資源開発環境コース エネルギー資源工学研究室
- 東北大学大学院工学研究科 量子エネルギー工学専攻
- 東北大学流体科学研究所 先端エネルギー工学研究分野
- 筑波大学大学院システム情報工学研究群 構造エネルギー工学学位プログラム
- 埼玉工業大学大学院工学研究科 機械工学専攻（博士前期課程・博士後期課程）エネルギー工学教育研究分野
- 日本大学生産工学部 環境安全工学科　環境エネルギーコース
- 東京大学大学院新領域創成科学研究科 基盤科学研究系 先端エネルギー工学専攻
- 東京大学生産技術研究所 エネルギー工学連携研究センター
- 東京都立産業技術高等専門学校 ものづくり工学科 品川キャンパス 機械システム工学コース 電気電子エネルギー工学コース
- 国士舘大学大学院工学研究科 機械工学専攻（修士課程）熱・流体・エネルギー工学コース
- 沼津工業高等専門学校専攻科 総合システム工学専攻 環境エネルギー工学コース
- 豊橋技術科学大学工学部機械工学課程環境・エネルギーコース

- 名古屋大学工学部 エネルギー理工学科／大学院工学研究科エネルギー理工学専攻、総合エネルギー工学専攻
- 岐阜大学大学院自然科学技術研究科（修士課程）エネルギー工学専攻
- 大阪大学工学部 環境・エネルギー工学科／大学院工学研究科環境エネルギー工学専攻
- 関西大学環境都市工学部 エネルギー環境・化学工学科 エネルギー工学コース／大学院理工学研究科ソーシャルデザイン専攻（博士前期課程）エネルギー・環境工学分野
- 広島大学工学部第一類（機械システム工学系）機械システム工学系プログラム エネルギー工学課程
- 高知工科大学システム工学群 エネルギー工学専攻
- 九州大学応用力学研究所 新エネルギー力学部門
- 九州大学大学院工学研究科 先端エネルギー理工学専攻、環境エネルギー工学専攻
- 九州工業大学工学部 工学3類（電気電子・宇宙系） 電気電子工学科 電気エネルギー工学コース
- 有明工業高等専門学校  創造工学科 環境・エネルギー工学系
- 佐賀大学理工学部 理工学科 機械エネルギー工学コース、電気エネルギー工学コース
- 大分大学大学院工学研究科 博士前期課程 工学専攻 機械エネルギー工学コース
- 宮崎大学大学院工学研究科 工学専攻 エネルギー系コース
- 琉球大学工学部 工学科 エネルギー環境工学コース／大学院理工学研究科 博士後期課程 生産エネルギー工学専攻